# Stephen Spender
Stephen Spender (Londres, 28 de febrer de 1909 - 16 de juliol de 1995) va ser un poeta anglès. Fill de l'escriptor i periodista liberal Harold Spender, Stephen va tenir tres germans: Michael, Humphrey i Christine.
Va estudiar a l'Escola Gresham i més tard a la Universitat d'Oxford, i va marxar el 1930 a Alemanya on va iniciar els seus treballs poètics. Va conèixer de prop l'Alemanya nazi i es va manifestar com a socialista. El 1937 es va allistar en el Batalló Britànic que va conformar les Brigades Internacionals que van combatre en defensa de la Segona República Espanyola durant la guerra civil de 1936 a 1938.
En retornar al seu país es va allistar per al servei de bombers de Londres, on va tenir part activa durant la segona guerra mundial. Va mantenir les seves conviccions socialistes però va ser molt crític amb el comunisme a la signatura del Pacte Mólotov-Ribbentrop.
Amb Cyril Connolly i Peter Watson va fundar la revista Horizon i més tard Encounter. Va ser professor en diverses institucions americanes i va ocupar la càtedra Elliston de la Universitat de Cincinnati el 1953. El 1970 va ser nomenat professor d'anglès del University College de Londres.

## Obra poètica
- Twenty Poems (1930)
- Vienna (1934)
- Poems of Dedication (1936)
- The Still Centre (1939)
- Collected Poems, 1928-1953 (1955)
- The Generous Days (1971)
- Selected Poems (1974)
- Collected Poems 1928-1985 (1986)
- New Collected Poems, pòstumament